# Oxdog
OXDOG ist ein schwedischer Hersteller von Unihockey-Equipment. Es ist das erste Unternehmen, welches einen Onepiece-Schläger hergestellt hat.

## Geschichte
Oxdog wurde 2011 von den drei Schweden Joacim Bergström, Marko Sompa und Mattias Eklund gegründet. Die drei hatten zu diesem Zeitpunkt mehr als 20 Jahre Erfahrung im Vertrieb und der Vermarktung von Unihockeyartikeln.
Der Name Oxdog setzt sich aus den beiden Wörter Ox, zu deutsch Ochse, und Dog, zu deutsch Hund, zusammen. Der Ochse repräsentiert Stärke. Kombiniert wird dies mit Hund, einem Tier, welches intelligent, schnell und stets loyal ist.

## Produkte und Märkte
Zu Beginn hat der aus Schweden stammende Hersteller sich ausschließlich mit dem Handel und der Produktion von Unihockeyschlägern spezialisiert. 2012 hat das Unternehmen den ersten Onepice-Schläger hergestellt. Bei diesem sind Stock und Schaufel aus einem Guss. Das von Oxdog entwickelte Stick Balance System, kurz SBS, erlaubt Spielern, den Schwerpunkt mit Hilfe eines Metallgewichts zu verstellen.
Über die Jahre hat Oxdog das Sortiment ausgeweitet. Mittlerweile werden sieben Serien von Unihockeyschlägern und drei Sorten von Schaufeln. Zudem stellt Oxdog auch Torhüterausrüstung, Taschen, Griffband und Teamwear her.
Oxdog führt als einer von wenigen Herstellern einen eigenen Onlineshop für die Produkte.